# Bursera angustata
Bursera angustata är en tvåhjärtbladig växtart som beskrevs av August Heinrich Rudolf Grisebach. Bursera angustata ingår i släktet Bursera och familjen Burseraceae. Inga underarter finns listade i Catalogue of Life.